# چانگ ای ۴
چانگ ای ۴ (به چینی: 嫦娥 四号) و (به انگلیسی: Chang'e 4) یک مأموریت اکتشاف ماه چینی است که موفق به انجام نخستین فرود نرم در سمت پنهان ماه (در نواحی قطب جنوب کره ماه)، در تاریخ ۳ ژانویه ۲۰۱۹ گردید. تا پیش از این پروژه، تمام فرودها در بخش دیگر ماه یعنی سمت پیدای ماه بوده است. یک ماهوارهٔ رلهٔ ارتباطی، «کویکیاو»، ابتدا در ماه مهٔ ۲۰۱۸ به یک مدار هالو در نزدیکی نقطهٔ نقطهٔ لاگرانژی L2 زمین-ماه در ماه دسامبر ۲۰۱۸ راه اندازی شد. سطح‌نشین رباتیک و نیز ماه‌نورد رباتیک در ۷ دسامبر ۲۰۱۸ راه اندازی شدند و در ۱۲ دسامبر ۲۰۱۸ در مدار پیرامون ماه قرار گرفتند. سطح‌نشین رباتیک در تاریخ ۳ ژانویهٔ ۲۰۱۹ در ساعت 2:26 UTC ۱۱ سمت پنهان ماه خاک آن را لمس کرد و نخستین فضاپیمایی گردید که در سمت پنهان ماه فرود آمده است.
این مأموریت در پیگیری مأموریت چانگ ای ۳ انجام شد، که نخستین فرود چینی‌ها در ماه است. فضاپیمای چانگ ای ۴ در ابتدا به عنوان پشتیبانی برای چانگ ای ۳ ساخته شد و پس از آن‌که چانگ ای ۳ در سال ۲۰۱۳ به موفقیت رسید برای استفادهٔ دیگری آماده بود و در نهایت چانگ ای ۴ برای برآورده ساختن هدف‌های علمی بعدی تنظیم و پیکربندی شد. همانند پیشینیانش، نام این مأموریت با استفاده و برگرفته از چانگ ای (Chang'e)؛ الههٔ ماه چینی، نامگذاری شده است.

## سمت پنهان ماه

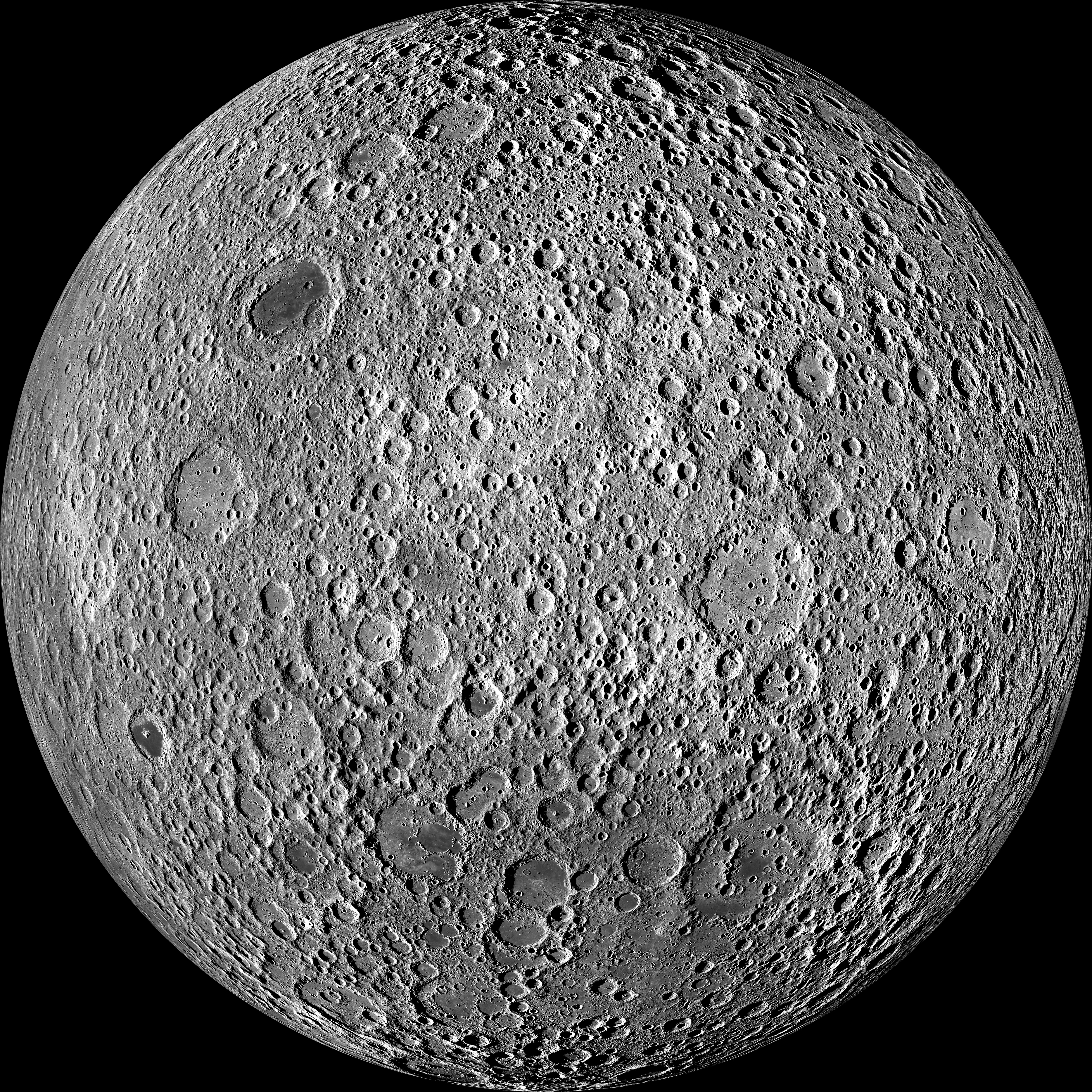
سمت پنهان ماه که به دلیل قفل کشندی (جزر و مدی) از زمین قابل مشاهده نیست. محل فرود در دهانه فون کارمان در مرکز قسمت پایین تصویر قرار دارد.

## مرحله‌های پروژه

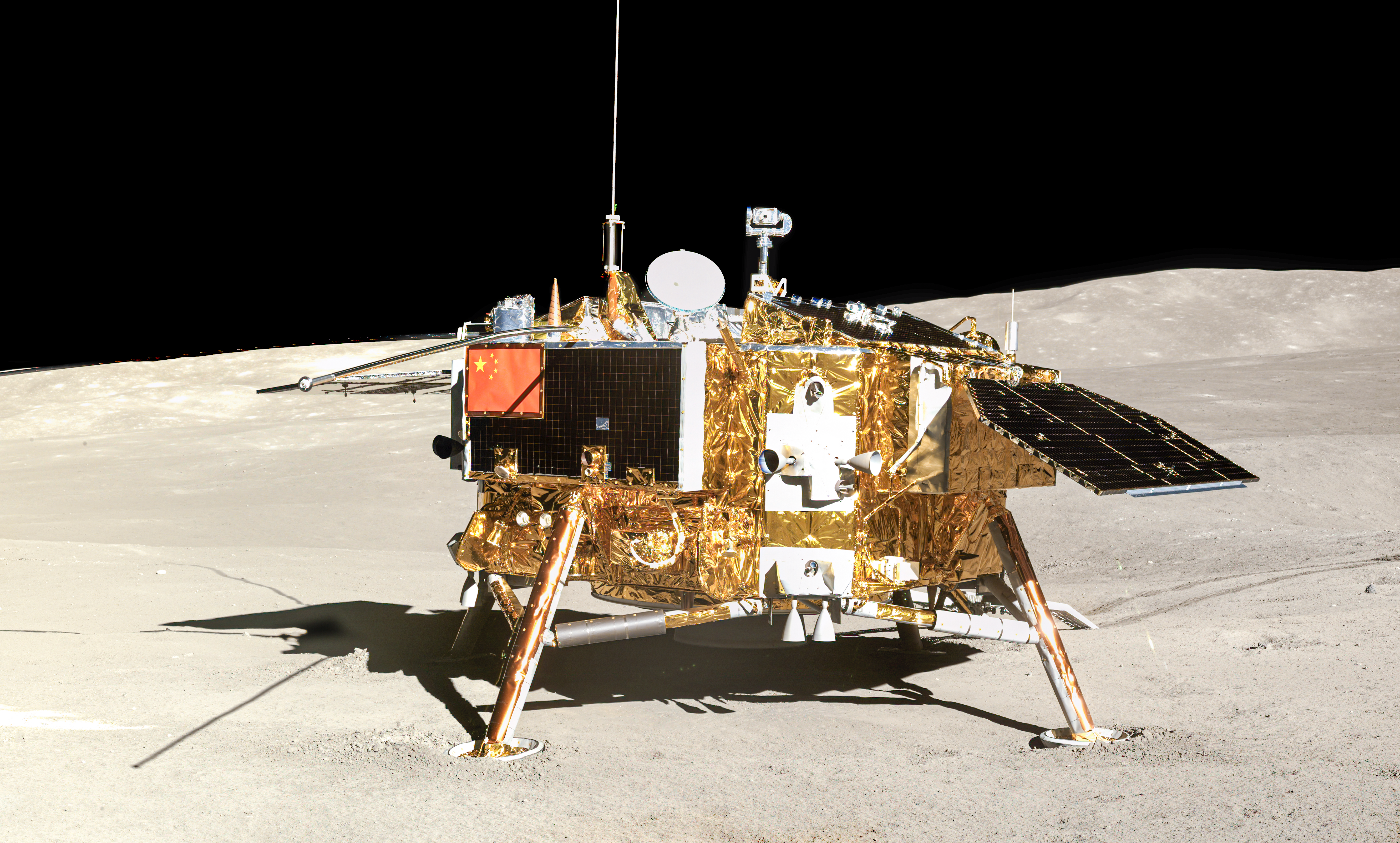
چانگ ای بر سطح ماه

برنامهٔ ماهواره‌ای چینی کاوشگری و اکتشاف ماه در سه مرحله؛ به ترتیب و همگام با پیشبرد تکنولوژیکی لازم طراحی شده است:
فاز نخست، رسیدن به مدار ماه است، هدفی که تکمیل شده توسط چانگ ای ۱ در سال ۲۰۰۷ و چانگ ای ۲ در سال ۲۰۱۰ تکمیل گردید.
فاز دوم فرود بر سطح ماه و استفاده از سطح‌نورد برای جابه‌جایی و حرکت، همان‌گونه که چانگ ای ۳ در سال ۲۰۱۳ و چانگ ای ۴ در ژانویه ۲۰۱۹ انجام دادند.
فاز سوم جمع‌آوری نمونه‌های خاک ماه از سایت‌های نزدیک و ارسال آن‌ها به زمین است، مأموریتی که در آینده چانگ ای ۵ و چانگ ای ۶ انجام خواهند داد. هدف این برنامه، فراهم‌ساختن امکان فرود خدمهٔ فضانورد در دههٔ ۲۰۳۰ و احتمالاً ساختن یک پایگاه در نزدیکی قطب جنوب ماه است.
برنامهٔ اکتشاف ماه چین برای نخستین بار ترکیب سرمایه‌گذاری خصوصی افراد و شرکت‌ها را آغاز کرده است، حرکتی که با هدف تسریع نوآوری هوا و فضا، کاهش هزینه‌های تولید و ارتقای روابط نظامی و غیرنظامی است.

## نخستین نگاره پانوراما از طرف دور ماه
چانگ ای ۴ نخستین ماه‌نوردی است که نیمه تاریک کره ماه را که از زمین غیرقابل دید است کاوش می‌کند.

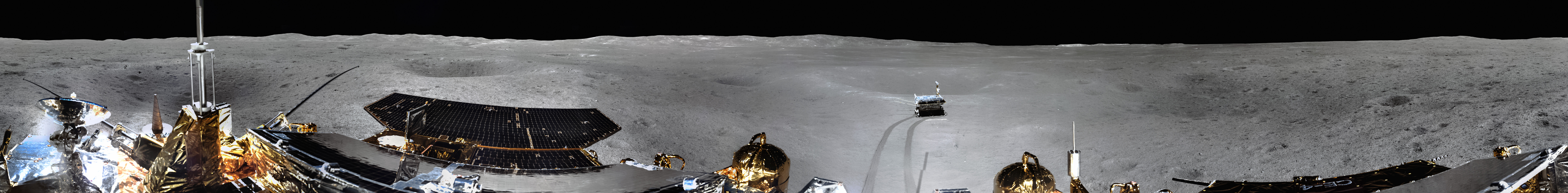
نخستین نگارهٔ پانوراما از سمت پنهان ماه